# Coupe de France 1975/76
Der Wettbewerb um die Coupe de France in der Saison 1975/76 war die 59. Ausspielung des französischen Fußballpokals für Männermannschaften. In diesem Jahr meldeten 1.977 Vereine, darunter auch solche aus den überseeischen Besitzungen Frankreichs, von denen sich CS Saint-Denis aus Réunion sogar für die erste landesweite Runde qualifizieren konnte.
Titelverteidiger war die AS Saint-Étienne, die in diesem Jahr aber bereits im Zweiunddreißigstelfinale ausschied, obwohl sie am Ende der Saison erneut französischer Meister wurde und im Endspiel des Europapokals der Landesmeister stand.
Gewinner der Trophäe wurde Olympique Marseille. Dies war sein neunter Pokalsieg bei der zwölften Finalteilnahme; den letzten Titel hatte Marseille erst vier Jahre zuvor geholt. Endspielgegner Olympique Lyon stand zum sechsten Mal in einem Coupe-Finale und verlor zum dritten Mal; allerdings lag auch Lyons letzter Gewinn (1973) erst wenige Jahre zurück.
Bereits im Sechzehntelfinale endete für das halbe Dutzend Amateurmannschaften, das die erste landesweite Runde überstanden hatte, die Hoffnung auf weitere Außenseitererfolge. Selbst von den Zweitdivisionären erreichte mit dem SCO Angers nur ein einziger das Viertelfinale.
Nach den von den regionalen Untergliederungen des Landesverbands FFF organisierten Qualifikationsrunden griffen ab der Runde der letzten 64 Mannschaften auch die 20 Erstligisten in den Wettbewerb ein. Die Paarungen wurden für jede Runde frei ausgelost und fanden im Zweiunddreißigstel- sowie im Halbfinale auf neutralem Platz statt; bei unentschiedenem Spielstand nach Verlängerung kam es zu einem Elfmeterschießen. Vom Sechzehntel- bis zum Viertelfinale wurden Hin- und Rückspiele ausgetragen. Hatten dabei beide Mannschaften eine gleich hohe Zahl von Treffern erzielt (ohne dass Auswärtstore doppelt zählten), wurde zunächst das Rückspiel verlängert und anschließend – sofern erforderlich – ein Elfmeterschießen durchgeführt.

## Zweiunddreißigstelfinale
Spiele am 31. Januar, 1. und 8. (Béziers gegen Ajaccio erst am 29.) Februar 1976. Die Vereine der beiden professionellen Ligen sind mit D1 bzw. D2 bezeichnet, diejenigen der landesweiten Amateurspielklasse mit D3, die höchsten regionalen Amateurligen als DH bzw. PH („Division d’Honneur“ bzw. „Promotion d’Honneur“).
| - US Dunkerque D2 – SM Caen D2 2:0 - US Valenciennes D1 – FC Nantes D1 4:2 n. V. - Montpellier La Paillade SC DH – Sporting Toulon D2 2:2 n. V. (4:2 i. E.) - AS Nancy D1 – FC Mulhouse D2 2:1 - Stade Brest D2 – SC Amiens D2 2:2 n. V. (5:3 i. E.) - Paris Saint-Germain D1 – AS Corbeil-Essonnes D3 3:1 - Stade Rennes D2 – ES Juvisy D3 6:0 - FC Metz D1 – RC Strasbourg D1 5:2 n. V. - OGC Nizza D1 – EDS Montluçon D2 2:1 - Olympique Nîmes D1 – AS Monaco D1 1:0 - Stade Reims D1 – RCFC Besançon D2 0:0 n. V. (3:1 i. E.) - FC Sète D2 – FC Martigues D2 4:1 - FC Sochaux D1 – AS Cannes D2 1:0 n. V. - Troyes Aube Football D1 – AS Saint-Étienne D1 2:0 - AS Vauban Strasbourg PH – Racing Club Épernay D3 5:0 - SR Saint-Dié D2 – Entente Bagneaux-Fontainebleau-Nemours D2 3:1 | - US Toulouse D2 – FC Limoges D3 1:0 n. V. - CS Thonon DH – UMS Montélimar DH 3:1 - SCO Angers D2 – FC Tours D2 4:2 - CS Meaux PH – Olympique Saint-Quentin D3 3:1 - Girondins Bordeaux D1 – FC Lorient D2 3:2 n. V. - EAC Chaumont D2 – CS Sedan D2 3:1 - SEC Bastia D1 – FC Annecy DH 1:0 - EA Guingamp DH – CS Saint-Denis DH Réunion 4:0 - SR Haguenau D3 – Red Star Paris D2 2:1 - Stade Laval D2 – FC Rouen D2 3:2 n. V. - RC Lens D1 – AS Mutzig D3 2:2 n. V. (5:2 i. E.) - OSC Lille D1 – USM Malakoff D2 2:1 - Olympique Lyon D1 – SC Saint-Symphorien PH 9:0 - Olympique Marseille D1 – Olympique Avignon D1 2:1 - AJ Auxerre D2 – UES Montmorillon D3 3:0 - AS Béziers D2 – Gazélec FCO Ajaccio D2 2:0 |

## Sechzehntelfinale
Hinspiele am 26. bis 28. Februar (Thonon gegen Béziers am 9. und 14. März); Rückspiele am 5. bis 7. März 1976
| - US Valenciennes D1 – Olympique Nîmes D1 3:0, 0:2 - Montpellier La Paillade SC DH – US Dunkerque D2 2:3, 1:2 - Stade Brest D2 – Olympique Lyon D1 0:3, 2:1 - Stade Rennes D2 – FC Metz D1 0:2, 0:0 - OGC Nizza D1 – Girondins Bordeaux D1 1:0, 2:1 - Troyes Aube Football D1 – FC Sochaux D1 1:1, 2:3 - AS Vauban Strasbourg PH – SEC Bastia D1 2:2, 1:3 - SR Saint-Dié D2 – Stade Reims D1 0:3, 2:4 | - CS Meaux PH – FC Sète D2 0:2, 0:3 - EAC Chaumont D2 – SCO Angers D2 3:1, 0:4 - EA Guingamp DH – OSC Lille D1 1:2, 0:4 - SR Haguenau D3 – AS Nancy D1 0:2, 0:3 - Stade Laval D2 – US Toulouse D2 5:1, 0:0 - RC Lens D1 – Paris Saint-Germain D1 0:3, 1:1 - AJ Auxerre D2 – Olympique Marseille D1 0:0, 0:2 - CS Thonon DH – AS Béziers D2 1:2, 1:1 |

## Achtelfinale
Hinspiele am 6., Rückspiele am 10. April 1976
| - US Valenciennes D1 – FC Sochaux D1 4:0, 0:0 - FC Metz D1 – US Dunkerque D2 4:1, 1:2 - OGC Nizza D1 – SEC Bastia D1 2:2, 0:4, (a) x:x (b) - Stade Reims D1 – Olympique Marseille D1 1:1, 1:3 | - OSC Lille D1 – Olympique Lyon D1 0:2, 0:4 - Stade Laval D2 – AS Nancy D1 1:3, 1:1 - Paris Saint-Germain D1 – FC Sète D2 3:0, 2:2 - AS Béziers D2 – SCO Angers D2 1:4, 0:2 |

## Viertelfinale
Hinspiele am 4., Rückspiele am 7. Mai 1976
| - SEC Bastia D1 – FC Metz D1 0:1, (c) 0:0 - AS Nancy D1 – US Valenciennes D1 2:0, 1:2 n. V. | - Paris Saint-Germain D1 – Olympique Lyon D1 1:1, 0:2 - SCO Angers D2 – Olympique Marseille D1 1:0, 0:2 |

## Halbfinale
Spiele am 29. Mai 1976
| - Olympique Lyon D1 – FC Metz D1 2:0 | - Olympique Marseille D1 – AS Nancy D1 4:1 |

## Finale
Spiel am 12. Juni 1976 im Pariser Prinzenparkstadion vor 45.661 Zuschauern
- Olympique Marseille – Olympique Lyon 2:0 (0:0)

### Mannschaftsaufstellungen
Olympique Marseille: Gérard Migeon – Jacky Lemée, Victor Zvunka, Marius Trésor , François Bracci – Robert Buigues, Jean Fernandez, Raúl Nogués (Jean-Marc Martinez, 88.) – Sarr Boubacar, Héctor Yazalde, Georges Bereta
Trainer : Jules Zvunka
Olympique Lyon: Gilles De Rocco – Guy Garrigues, Jean-François Jodar, Ljubomir Mihajlovic, Raymond Domenech  – Jean-Paul Bernad, Robert Cacchioni, Ildo Maneiro (Robert Valette, 74.), Serge Chiesa – Bernard Lacombe, Bernard Ferrigno
Trainer : Aimé Jacquet
Schiedsrichter: Robert Wurtz (Strasbourg)

### Tore
1:0 Nogués (67.)

2:0 Boubacar (84.)

### Besondere Vorkommnisse
Für Marseilles Georges Bereta war dies die vierte und letzte Coupe seiner Karriere, nachdem er den Wettbewerb zwischen 1968 und 1974 bereits dreimal mit der AS Saint-Étienne hatte gewinnen können. Von der Elf, die 1972 für OM siegreich war, war außer Jules Zvunka – inzwischen vom Spielfeld auf die Trainerbank gewechselt – niemand mehr dabei.
Bei Lyon wäre es für Trainer Aimé Mignot sein fünftes Pokalfinale gewesen, hätte sein Klub ihn nicht wenige Wochen zuvor durch Aimé Jacquet ersetzt.
Schiedsrichter Wurtz leitete sein zweites Pokalfinale nach 1973.